# 诺基亚C2-03
C2-03是诺基亚於2011年推出的手機，為該品牌生產的首個擁有輕觸式螢幕的滑蓋機，支援雙SIM雙待功能，即用户可以同時插入兩張SIM卡作待機之用。